# Otgontsetseg Galbadraj
Otgontsetseg Galbadraj –en kazakh, Отгонцэцэг Галбадрах; en mongol, Галбадрахын Отгонцэцэг, Galbadrajyn Otgontsetseg– (Ulaanbaatar, Mongòlia, 25 de gener de 1992) és una esportista del Kazakhstan d'origen mongol que competeix en judo.
Va participar en els Jocs Olímpics de Rio de Janeiro 2016, guanyant una medalla de bronze en la categoria de –48 kg. Als Jocs Asiàtics de 2018 va guanyar una medalla de bronze en la mateixa categoria.
Va guanyar dues medalles de bronze al Campionat Mundial de Judo, en els anys 2017 i 2018, i dues medalles al Campionat Asiàtic de Judo, or al 2016 i plata al 2017.

## Palmarès internacional
| Jocs Olímpics     | Jocs Olímpics            | Jocs Olímpics | Jocs Olímpics |
| Any               | Lloc                     | Medalla       | Categoria     |
| ----------------- | ------------------------ | ------------- | ------------- |
| 2016              | Rio de Janeiro ( Brasil) | 3             | –48 kg        |
| Campionat Mundial |                          |               |               |
| Any               | Lloc                     | Medalla       | Categoria     |
| 2017              | Budapest ( Hongria)      | 3             | –48 kg        |
| 2018              | Bakú ( Azerbaidjan)      | 3             | –48 kg        |
| Jocs Asiàtics     |                          |               |               |
| Any               | Lloc                     | Medalla       | Categoria     |
| 2018              | Jakarta ( Indonèsia)     | 3             | –48 kg        |
| Campionat Asiàtic |                          |               |               |
| Any               | Lloc                     | Medalla       | Categoria     |
| 2016              | Taskent ( Uzbekistan)    | 1             | –48 kg        |
| 2017              | Hong Kong ( Hong Kong)   | 2             | –48 kg        |